# WBSC 아시아
WBSC 아시아 (영어: World Baseball Softball Confederation Asia)는 아시아의 야구와 소프트볼, 베이스볼5를 관리하는 기관이다 . 아시아 야구 연맹 및 소프트볼 아시아가 산하단체로 속해 있으며 연맹은 세계야구소프트볼연맹(영어: World Baseball Softball Confederation)의 관리를 받고 있다.

## 가맹국
2025년4월  기준

### 야구
| - 아프가니스탄 - 방글라데시 - 부탄 - 브루나이 - 캄보디아 - 중화인민공화국 - 홍콩 - 인도네시아 - 인도 - 이란 - 이라크 - 요르단 |  | - 일본 - 대한민국 - 사우디아라비아 - 라오스 - 말레이시아 - 몽골 - 미얀마 - 네팔 - 파키스탄 - 필리핀 - 팔레스타인 - 조선민주주의인민공화국 |  | - 싱가포르 - 스리랑카 - 시리아 - 태국 - 중화 타이베이 - 베트남 |

### 소프트볼
| - 방글라데시 - 부탄 - 브루나이 - 캄보디아 - 중국 - 홍콩 - 인도네시아 - 인도 - 이란 - 이라크 - 요르단 - 일본 |  | - 대한민국 - 사우디아라비아 - 라오스 - 말레이시아 - 몽골 - 네팔 - 파키스탄 - 필리핀 - 팔레스타인 - 조선민주주의인민공화국 - 싱가포르 - 시리아 |  | - 태국 - 중화 타이베이 - 베트남 |

## 개최 대회
| 남자 - 아시아 야구 선수권 대회 - 동아시안컵 야구 대회 - 서아시안컵 야구 대회 - U-18 아시아 야구 선수권 대회 - U-15 아시아 야구 선수권 대회 - U-12 아시아 야구 선수권 대회 여자 - 여자 야구 아시안컵 | 남자 - 남자 소프트볼 아시아컵 - U-23 남자 소프트볼 아시아컵 - U-18 남자 소프트볼 아시아컵 여자 - 여자 소프트볼 아시아컵 - U-18 여자 소프트볼 아시아컵 - U-15 여자 소프트볼 아시아컵 - U-12 여자 소프트볼 아시아컵 - 아시아 대학 여자소프트볼 아시아컵 | 혼성 - 베이스볼5 아시아컵 - 베이스볼5 유스 아시아컵 |

## 같이 보기
- 아시아 야구 연맹(BFA)
- 세계 야구 소프트볼 연맹(WBSC)
- 국제 야구 연맹(IBAF)
- 국제 소프트볼 연맹(ISF)